# Liste d'arbres remarquables

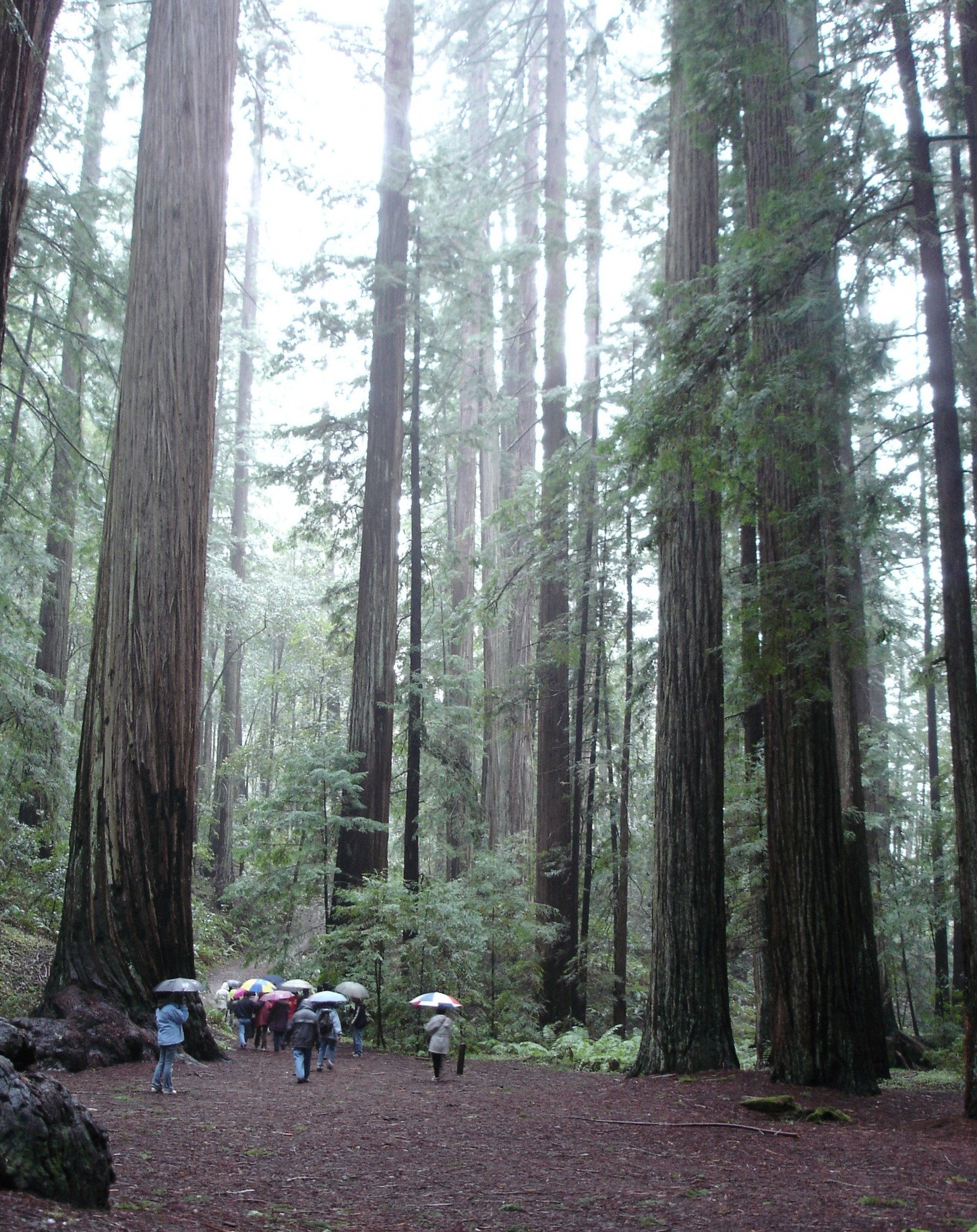
L'espèce la plus haute est Sequoia sempervirens (Séquoia à feuilles d'if), qui atteint 115 m

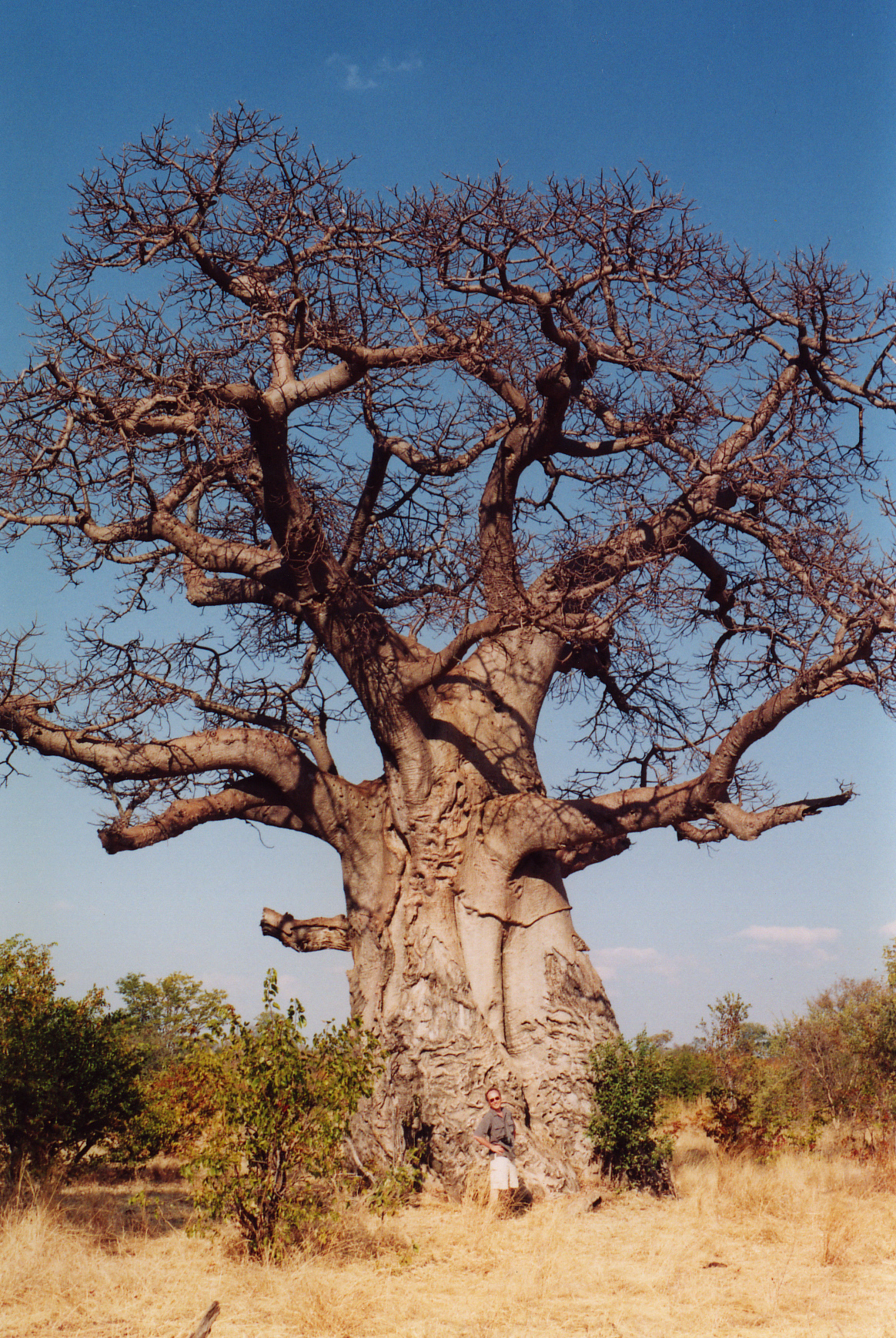
L'espèce ayant la plus grande circonférence du tronc est Adansonia digitata (Baobab africain), d'un diamètre supérieur à 10 m

Sequoiadendron giganteum (Séquoia géant) a le plus grand volume de masse de bois, plus de 1400 m^{3} (photo de l'arbre General Sherman)

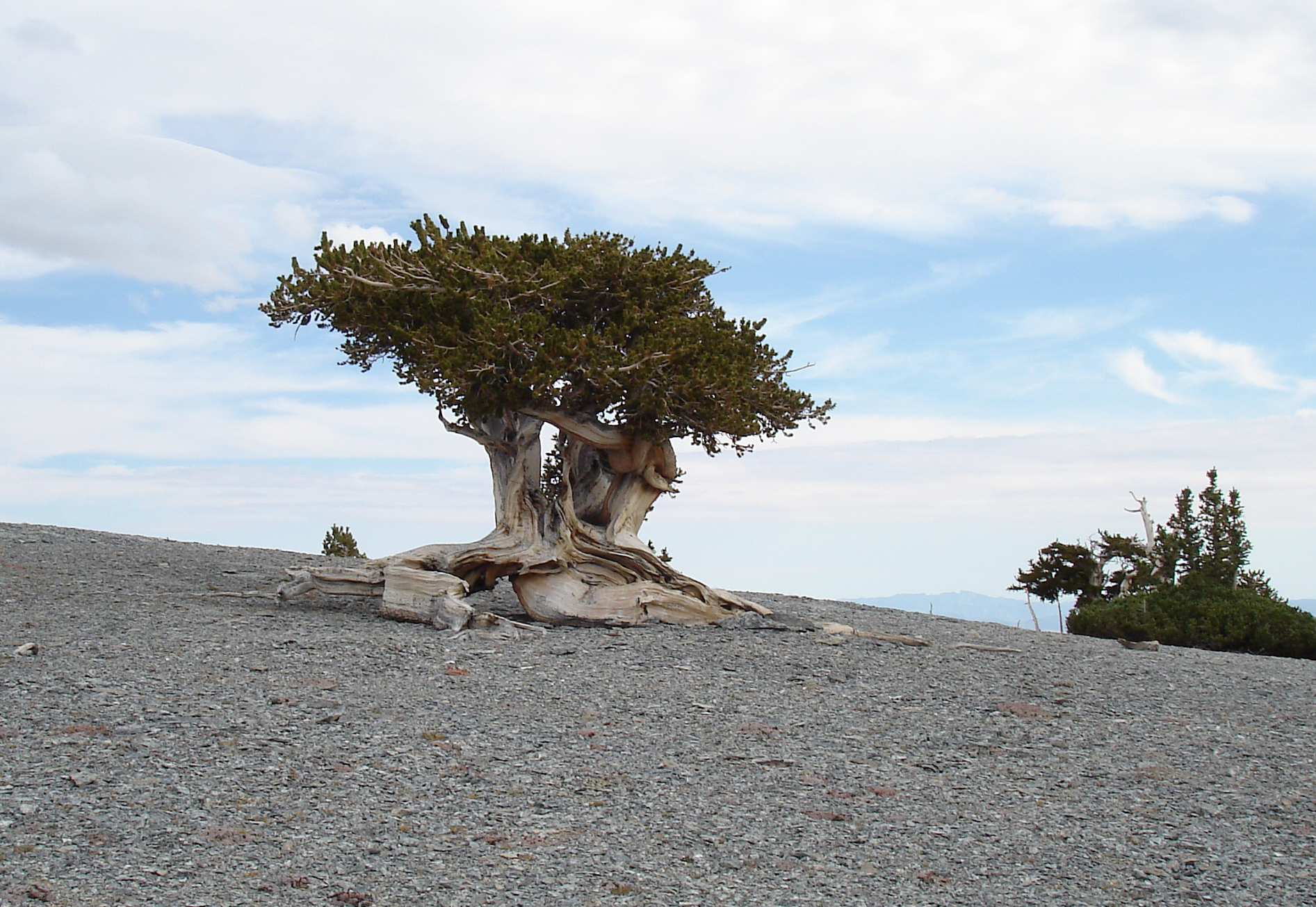
L'espèce ayant la plus grande longévité est Pinus longaeva (Pin Bristlecone), qui peut vivre jusqu'à 5000 ans.

Cette liste est destinée à accueillir les arbres remarquables soit parce qu’ils battent des records de dimensions (les plus grands, les plus gros…) ou d’âge (les plus vieux), soit parce qu’ils présentent des caractéristiques particulières et rares, soit parce qu’ils présentent un intérêt historique.

## Afrique du Sud
- L'Arbre à Poste

## Australie
- Centurion

## Brésil
- Dinizia excelsa, de la famille des Fabaceae; un spécimen d'environ 88 m de hauteur pour une circonférence de 5,5 mètres pousse à la base à la frontière entre l'État du Para et l'État d'Amapa au nord du Brésil.

## Canada
- Le chêne à gros fruits du manoir Papineau.
- Les noyers noirs du Domaine Joly-De Lotbinière.
- Le hêtre à grandes feuilles du cimetière de Sainte-Angèle-de-Monnoir.
- Comfort Maple (en)[1]

## États-Unis
- Chandelier Tree
- General Grant
- General Sherman
- Hyperion
- Mathusalem
- Moon tree
- Old Man of the Lake
- Pioneer Cabin Tree
- Prometheus
- Tree That Owns Itself
- Wawona Tree

## Espagne
- Chêne de Guernica
- Dragonnier d'Icod de los Vinos

## Guinée
- Kouratier

## Grèce
- Olivier de Voúves
- Olivier de Platon
- Arbre d'Hippocrate

## Inde
- Banian de Howrah
- Arbre de la Bodhi

## Irlande
- Hungry Tree

## Italie
- Châtaignier des cent chevaux
- Olivone
- Pino di Posillipo
- S'ozzastru

## Japon
- Jōmon sugi
- Pin des miracles
- Arbre sacré nagi
- Miharu Takizakura
- Plus vieux pommiers du Japon

## Kosovo
- Pin du tsar Dušan

## Liban
- Cèdres du Liban

## Lituanie
- Chêne de Stelmuze

## Luxembourg
- Chêne de Hersberg
- Chêne de Kleinbettingen
- Chêne de Saeul

## Mexique
- Arbre de Tule
- Tépescohuite

## Namibie
- Baobab Ombalantu

## Niger
- Arbre du Ténéré

## Pays-Bas
- Tilleul de Sambeek

## Pologne
- Tilleul de Cieletniki

## Portugal
- Chêne de Calvos

## Royaume-Uni
- If de Fortingall
- Major Oak

## Suède
- Old Tjikko
- Chêne de Rumskulla

## Turquie
- Platane d'Inkaya